# Цеко Панов
Цеко Панов Петров е български политик, бивш кмет на Белоградчик.
Роден е през 1834 година в с. Арчар, Видинско. Най-близките му роднини са убити при потушаването на Белоградчишкото въстание и той заминава за Видин, където участва активно в живота на българската общност, член е на настоятелството на читалище „Цвят“. След това се връща в Белоградчик, където отваря кафене. През 1879 година е единственият избран представител на Белоградчишки окръг в Учредителното събрание, което приема Търновската конституция и поставя началото на Третата българска държава. (Другият депутат от Белоградчик е изпратен "по звание" - Миленко Попов, председател на Белоградчишкия окръжен съвет). Цеко Панов се включва във формиращата се Либерална партия. 
Към 1885 година е кмет на Белоградчик.
Цеко Панов умира в Белоградчик на на 7 февруари (20 февруари н.с.) 1901 година.